# Doug Scott
Douglas Keith Scott (Doug Scott; 29. května 1941 Nottingham, Anglie – 7. prosince 2020) byl anglický horolezec. Spolu s Dougalem Hastonem byli jako první Britové na Mount Everestu.
V roce 1976 působila na Makalu československá výprava, kde zahynul Karel Schubert, první Čech na vrcholu osmitisícovky. Právě Doug Scott našel po osmi letech jeho tělo.

## Výkony a ocenění
Expedice
1965 Tarso Tiroko, Tibesti (spolulezci Ray Gillies, Clive Davies, Pete Warrington)
1967 Jižní stěna Koh-i-Bandaka, Hindukúš (Ray Gillies)
1970 Salathé Wall El Capitan, Yosemite (Peter Habeler)
1972 Mount Asgard, Baffin (Dennis Hennek, Paul Nunn, Paul Braithwaite)
1974 Changabang, Garhwalský Himálaj (Don Whillans, Chris Bonington, Dougal Haston)
1974 Pik Lenina, Pamír (Clive Rowland, Guy Lee, Paul Braithwaite)
1975 Jihozápadní stěna Mount Everest, Himálaj (Dougal Haston)
1976 Jižní stěna Denali / Mount McKinley, Aljašla (Dougal Haston)
1977 Baintha Brakk / Ogre, Karakoram (Chris Bonington)
1978 Mount Waddington, Pobřežní hory / Coast Mountains (Rob Wood)
1979 Severní hřeben Kančendženga, Himálaj (Peter Boardman, Joe Tasker)
1979 Severní stěna Nuptse, Himálaj (Georges Bettembourg, Brian Hall, Alan Rouse)
1981 Shivling, Himálaj (Georges Bettembourg, Greg Child, Rick White)
1982 Jižní stěna Shisha Pangma, Himálaj (Alex MacIntyre, Roger Baxter-Jones)
1983 Lobsang Spire, Karakoram (Greg Child, Peter Thexton)
1984 Východní hřeben Chamlang, Himálaj (Michael Scott, Jean Afanassieff, Ang Phurba)
1988 Jitchu Drake, Himálaj (Sharavati Prabhu, Victor Saunders)
1992 Central Mazeno Peak, Himálaj (Sergej Jefimov, Alan Hinkes, Ang Phurba, Nga Temba)
1998 Jižní pilíř Drohmo, Himálaj (Roger Mear)
2000 Targo Ri, Himálaj (Julian Freeman-Attwood, Richard Cowper)